# Grzegorzów Jaworski
Grzegorzów Jaworski – nieistniejący już przystanek kolejowy w Grzegorzowie, powiecie jaworskim w województwie dolnośląskim, w Polsce.